# Alcogida

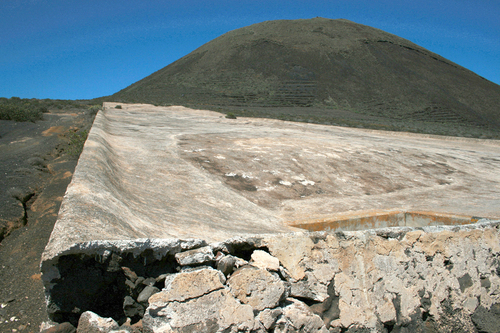
Acogida del volcán de la Corona, Haría, Lanzarote.

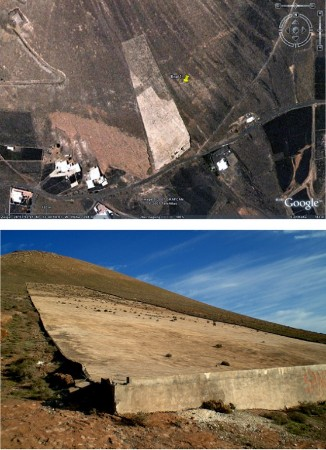
Acogida de la Montana Rajada, Vega de Tegoyo, Tías, Lanzarote.

Una alcogida, "acogida" o "era", es un espacio acondiciona para recoger las aguas pluviales y guiarlas hasta un aljibe, contenedor subterráneo de agua, creados por los agricultores y habitantes de la Canarias, comunes en los lugares donde predomina la aridez. Tradicionalmente el agua recogida se empleaba para el consumo doméstico, la cría de animales y la agricultura.
Esos espacios construidos con un aspecto, a menudo tan particular, por ejemplo en las laderas de las montañas, barrancos, o cualquier otro desnivel apropiado del terreno, marcan el aspecto paisajístico de las islas más áridas del Archipiélago canario, Lanzarote y Fuerteventura.
Con la introducción de las desaladoras y el acceso de la población de una manera más cómoda al agua, han perdido su importancia, entonces vital. Durante siglos hicieron posible la vida en la isla y son, como construcciones, determinantes en el paisaje lanzaroteño, así como de importancia histórica-cultural.